# درک اند د دامینوز
درک اند د دامینوز (به انگلیسی: Derek and the Dominos) یک گروه بلوز راک آمریکایی بود که در بهار ۱۹۷۰ توسط اریک کلپتون (گیتار)، بابی ویتلاک (کیبرد)، کارل ریدل (گیتار بیس)، جیم گوردن (درام) شکل گرفت. این گروه تنها یک آلبوم استودیویی منتشر کرده که در آن دوین آلمن نیز به عنوان گیتاریست مهمان حضور دارد و در دو اجرای زنده نیز با گروه به اجرا پرداخته بود.
تنها آلبوم گروه، لیلا و دیگر ترانه‌های در خور عاشقانه، در سال ۱۹۷۰ عرضه شد و نقدهای بسیار مثبتی دریافت کرد. ترانهٔ «لیلا» که در همین آلبوم قرار داشت، بسیار مشهور شد و توانست در بریتانیا و ایالات متحده وارد جدول ده تک‌آهنگ پرفروش شود.

## آلبوم‌ها
- لیلا و دیگر ترانه‌های در خور عاشقانه